# هرینگتون (واشینگتن)
هرینگتون (به انگلیسی: Harrington) شهری در شهرستان لینکلن ایالت واشنگتن است که در سرشماری سال ۲۰۱۰ میلادی، ۴۲۴ نفر جمعیت داشته است.